# Zaur Həşimov
Zaur Həşimov (Sumqayit, RSS de l'Azerbaidjan, Unió Soviètica, 25 d'agost de 1981) és un futbolista àzeri. Juga de defensor i el seu equip actual és el FK Karabakh Agdam de la Lliga Premier de l'Azerbaidjan. Ha estat internacional amb la selecció de futbol de l'Azerbaidjan en 17 ocasions, i no ha marcat gols encara. Va debutar l'any 2006.